# Тенгиз
Тенгиз (Денгиз) (на казахски: Теңіз; на руски: Тевгиз) е голямо горчиво-солено езеро в северната част на Казахстан (южната част на Акмолинска област и северозападната част на Карагандинска област).
Езерото Тенгиз заема част от дъното на обширната тектонска Тенгиз-Кургалджинска котловина, на 305 m н.в. в северозападната част на Казахската хълмиста земя. Площ от 1383 до 1590 km², дължина от североизток на югозапад 74,4 km, ширина до 40,2 km, дълбочина до 7,75 m. Северните, западните и южните му брегове са високи и стръмни с височина на места над 10 m, а източните са ниски, заблатени, силно разчленени, с множество заливи, полуострови и острови. На североизток има дълъг (над 40 km) и тесен, плитък залив. Дъното му е равно, покрито с черна лечебна тиня. Има предимно снежно подхранване. От изток в него се вливат големите реки Нура (само по време на пълноводие) и Куланотпес. В отделни, засушливи години значителна част от езерото пресъхва. Солеността му варира от 3 до 12,7‰, а в североизточния залив до 18,2‰. Замръзва през декември, а се размразява през април. Езерото Тенгиз, заедно с разположеното източно от него езеро Кургалджин попада в Кургалджинския национален резерват на Казахстан.